# Garbagna Novarese
Garbagna Novarese est une commune italienne de la province de Novare dans la région du Piémont en Italie.

## Administration
| Période                                  | Période | Identité       | Étiquette    | Qualité |
| ---------------------------------------- | ------- | -------------- | ------------ | ------- |
| 2014                                     | 2019    | Matteo Manzini | Lista civica |         |
| Les données manquantes sont à compléter. |         |                |              |         |

### Communes limitrophes
Nibbiola, Novara, Sozzago, Terdobbiate, Trecate